# Mori Riyo
Mori Riyo (森 理世 Mori Riyo, Sâm Lý Thế) (sinh ngày 24 tháng 12 năm 1986), cô là Hoa hậu Hoàn vũ 2007.
Mori Riyo theo học múa từ năm 4 tuổi và đã từng đi du học tại Canada. Vào ngày 15 tháng 3 năm 2007, Mori đã xuất sắc đăng quang danh hiệu Hoa hậu Hoàn vũ Nhật Bản từ người tiền nhiệm Chibana Kurara và có trách nhiệm đại diện cho quê hương tham dự cuộc thi Hoa hậu Hoàn vũ 2007 tổ chức tại México. Tại đây, cô đã xuất sắc vượt qua 76 thí sinh khác của cuộc thi và đăng quang danh hiệu Hoa hậu Hoàn vũ. Đây là danh hiệu Hoa hậu Hoàn vũ lần thứ hai của đất nước mặt trời mọc sau khi Akiko Kojima đăng quang vào năm 1959.
Trong nhiệm kỳ của mình, Mori đã đến nhiều quốc gia trên thế giới để tham gia các hoạt động từ thiện. Các chị em hoa hậu của cô (cùng thuộc Tổ chức Hoa hậu Hoàn vũ) là Rachel Smith, Hoa hậu Mỹ 2007 và Hilary Cruz, Hoa hậu Tuổi Teen Mỹ 2007.
Ngày 14 tháng 7 năm 2008, Mori đã trao lại vương miện cho Dayana Mendoza, Hoa hậu Hoàn vũ 2008.